# 14174 Deborahsmall
14174 Deborahsmall eller 1998 VO13 är en asteroid i huvudbältet som upptäcktes den 10 november 1998 av LINEAR i Socorro County, New Mexico. Den är uppkallad efter Deborah Small.
Asteroiden har en diameter på ungefär 3 kilometer.